# Padre Ballí
El padre Ballí (ca. 1770–1829), también conocido como José Nicolás Ballí, fue un hacendado, sacerdote y titular original de la Isla del Padre, que lleva su nombre. Sin embargo, cuando era dueño de la isla, se la conocía como la concesión de tierras de la Isla de Santiago. La Isla del Padre había sido otorgada a su abuelo, Nicolás Ballí, en 1759, por el rey Carlos III de España, y el padre Ballí solicitó un título explícito de propiedad en 1827. Su madre, Rosa María Hinojosa de Ballí, había solicitado conjuntamente con él once leguas de la isla, pero cuando se requirió una nueva solicitud en 1800, retiró su nombre a favor de él.

## Primeros años
El padre Nicolás Ballí nació alrededor de 1768, en el seno de una familia acaudalada en el pueblo de Reynosa, México. Su hermano era presidente del Tribunal Supremo y capitán de Reynosa. Su abuelo también había sido juez y capitán. Poseía grandes cantidades de tierra en el valle del Río Grande. Nicolás eligió convertirse en sacerdote.

## Carrera
Fue el primer colono que trajo familias a la isla. También construyó la primera iglesia de la isla para la conversión de los indios Karankawa y en beneficio de los colonos. A unos 42 km al norte de la punta sur de la isla, fundó el pueblo de El Rancho Santa Cruz de Buena Vista (más tarde conocido como Ciudad Perdida, redescubierta en 1931), donde también criaba ganado, caballos y mulas. Este pueblo, fundado en 1804, fue el primer asentamiento europeo en la isla
No vivió en la isla, pero tenía dos jornaleros a cargo de su administración. Ballí fue la primera persona que mandó realizar un levantamiento topográfico de la isla, el cual se llevó a cabo tal como se exigía en 1828 después de que México se independizara en 1821; el informe describe la tierra como «caracterizada por altas dunas de arena, algunas de las cuales estaban enyerbadas» y con una gran cantidad de sauces, adelfas, robles de poco tamaño, muchas hierbas conocidas, como el anís, y muchos lagos de agua dulce o estanques cubiertos de juncos.

## Muerte
Ballí murió el 16 de abril de 1829 y fue enterrado cerca de Matamoros. El título de propiedad de la isla le fue concedido de manera póstuma el 15 de diciembre de 1829, emitido conjuntamente a su nombre y a nombre de su sobrino Juan José Ballí. Él había pedido que se le diera la mitad de la isla a su sobrino, quien lo había estado ayudando allí. Juan José (el sobrino) vivió en la isla desde 1829 hasta su muerte en 1853. Algunos de los descendientes del Padre Ballí aún viven en el valle inferior del Río Grande.

## Legado
Hay una estatua de bronce de Ballí en el extremo este del Puente de la Reina Isabel. También es recordado en el parque Padre Ballí del Condado de Nueces.
Gilbert Kerlin, un licenciado en derecho de la Universidad de Harvard, compró los títulos de propiedad de la isla a los herederos de Ballí en 1938. Los títulos incluían 61 000 acres y el segmento de agua que separaba la Isla del Padre del continente. Los herederos de Ballí interpusieron una demanda contra Kerlin en 1993. Un jurado en 2000 falló a favor de los herederos. Los quinientos descendientes del padre José Nicolás Ballí estuvieron representados en el caso. La familia realizó la acusación de no haber recibido su parte de los ingresos del petróleo y el gas generados en la isla basados en el acuerdo original. De hecho, no se les había pagado nada de los derechos mineros que se les prometieron. Kerlin murió en 2004 a la edad de 94 años. En 2008 la Corte Suprema de Texas falló a favor de Kerlin; el veredicto declaró que la familia del padre José Nicolás no tenía derechos sobre la tierra porque «esperaron demasiado» para presentar la reclamación.